# Walter Melon – Szuperhős rendelésre
A Walter Melon – Szuperhős rendelésre (eredeti cím: Achille Talon) francia-belga televíziós rajzfilmsorozat. Franciaországban 1996 és 1997 között futott a France 2-n. Magyarországon a TV2 és a Fox Kids sugározta.

## Cselekmény
Walter Melon egy átlagosnak tűnő kövér ember, de valójában ő egy hősöket helyettesítő ember. Ha Batman éppen nem ér rá, James Bond beteg lett vagy Tarzannal valami baj történik, akkor mindegyik egyből Walter Melont hívja. Walter Melonnak persze van egy segítőtársa is, mégpedig Bambogár (Bitterbug), aki Melonnál sokkal többet tud az éppen helyettesítendő személyről. Emellett Melonnak van egy ellensége, Sneero, aki mindig az adott gonosztevő szerepét játssza, de Walter Melon mindig legyőzi.
Míg az első évadban különféle ismert történeteket, a második évadban történelmi eseményeket parodizáltak ki.

## Szereplők hangjai
| Szereplő            | Eredeti hang                                      | Magyar hang        | Magyar hang     |
| Szereplő            | Eredeti hang                                      | 1. évad (2002)     | 2. évad (2004)  |
| ------------------- | ------------------------------------------------- | ------------------ | --------------- |
| Walter Melon        | Richard Bell                                      | Meleg Vilmos       | Háda János      |
| Bitterburg/Bambogár | Jeremiah Nagle (1. évad) Samuel Vincent (2. évad) | Seres Lajos        | Versényi László |
| Sneero              | Michael McConnohie (1. évad) Lee Tockar (2. évad) | Kiss Csaba         | Csőre Gábor     |
| Amelia              | Francine Elcar                                    | Stéfán-Bodor Mária | –               |
| Felolvasó           | –                                                 | Török Sándor       | Tóth G. Zoltán  |

További magyar hangok (2. évadban): Besenczi Árpád, Bodrogi Attila, F. Nagy Erika, Faragó András, Holl János, ifj. Jászai László, Kardos Gábor, Kossuth Gábor, Láng Balázs, Lázár Sándor, Némedi Mari, Ősi Ildikó, Pálfai Péter, Rosta Sándor, Rudas István, Sótonyi Gábor, Szokol Péter, Szokolay Ottó, Szűcs Sándor, Várkonyi András

## Epizódok
| #            | Magyar cím                                   | Angol cím                                        | A paródia eredetije                  |
| ------------ | -------------------------------------------- | ------------------------------------------------ | ------------------------------------ |
|              |                                              |                                                  |                                      |
| ELSŐ ÉVAD    |                                              |                                                  |                                      |
|              |                                              |                                                  |                                      |
| 01           | Marcipán, a majomember                       | Marzipan the Apeman                              | Tarzan                               |
| 01           | Goldenrod                                    | Goldenrod                                        | Goldfinger                           |
|              |                                              |                                                  |                                      |
| 02           | Melon visszavág                              | The Melon Strikes Back                           | A Birodalom visszavág                |
| 02           | Űrgömböc                                     | The Glob                                         | A massza                             |
|              |                                              |                                                  |                                      |
| 03           | Star Blecch                                  | Star-Blecch                                      | Star Trek                            |
| 03           | Splatman és Rubin                            | Splatman and Rubin                               | Batman és Robin                      |
|              |                                              |                                                  |                                      |
| 04           | Zéró jele                                    | The Mark of Zero                                 | Zorro                                |
| 04           | Windiana Bones és a végzet temploma          | Windiana Bones and the Temp of Doom              | Indiana Jones és a végzet temploma   |
|              |                                              |                                                  |                                      |
| 05           | Melaszisz Park                               | Molasses Park                                    | Jurassic Park                        |
| 05           | Szupermanus                                  | Superguy                                         | Superman                             |
|              |                                              |                                                  |                                      |
| 06           | Igazságosztó                                 | The Far Out Flower Rangers                       | Power Rangers                        |
| 06           | Robin Wood                                   | Dobin Wood                                       | Robin Hood                           |
|              |                                              |                                                  |                                      |
| 07           | Trotyi 12                                    | Groggy XII                                       | Rocky                                |
| 07           | Pán Péter                                    | Peter Pun                                        | Pán Péter                            |
|              |                                              |                                                  |                                      |
| 08           | Lázadás a Bouncyn                            | Mutiny on the Bouncy                             | Lázadás a Bountyn                    |
| 08           | Koszterminátor                               | Moperminator                                     | Terminátor                           |
|              |                                              |                                                  |                                      |
| 09           | Piroska és a pizza                           | Big Red Riding Hood and the Pizzas               | Piroska és a farkas                  |
| 09           | A három testőr                               | The Stout Musketeer                              | A három testőr                       |
|              |                                              |                                                  |                                      |
| 10           | Melon Impossible                             | Melon Impossible                                 | Mission: Impossible                  |
| 10           | Robomelon                                    | Robomelon                                        | Robotzsaru                           |
|              |                                              |                                                  |                                      |
| 11           | Zömök Ödön                                   | The Incredible Bulk                              | Hulk                                 |
| 11           | Ómen, a barbár                               | Noman the Barbarian                              | Conan, a barbár                      |
|              |                                              |                                                  |                                      |
| 12           | Egy marék Melonért                           | A Fistful of Melon                               | Egy maréknyi dollárért               |
| 12           | Melon Gyagyaországban                        | Melon in Blunderland                             | Alice Csodaországban                 |
|              |                                              |                                                  |                                      |
| 13           | Bambo                                        | Whambo                                           | Rambo                                |
| 13           | Cápika-tátika                                | Gums                                             | Cápa                                 |
|              |                                              |                                                  |                                      |
| 14           | Herkules kemény melója                       | The Hard Labours of Hercules                     | Herkules                             |
| 14           | A bunkevilli kutya                           | The Hound of the Basketvilles                    | A Sátán kutyája                      |
|              |                                              |                                                  |                                      |
| 15           | Vissza Melon zavaros jövőjébe                | Back to Melon's Blundering Future                | Vissza a jövőbe                      |
| 15           | Az újhullámos pizzazabáló taekwondo teknősök | New Age Pizza Lovin’ Tae Kwon Do Tortoises       | Tini Nindzsa Teknőcök                |
|              |                                              |                                                  |                                      |
| 16           | A tehetetlenség napja                        | Incompetence Day                                 | A függetlenség napja                 |
| 16           | Kint Kong                                    | King-Gong                                        | King Kong                            |
|              |                                              |                                                  |                                      |
| 17           | Ben Hurka Gyurka                             | Ben Hurdy-Gurdy                                  | Ben-Hur                              |
| 17           | A dzsungel kölyke                            | The Jungle Schnook                               | A dzsungel könyve                    |
|              |                                              |                                                  |                                      |
| 18           | Frank és Stein                               | Frank & Stein                                    | Frankenstein                         |
| 18           | Az átlátható ember                           | The Derisible Man                                | A láthatatlan ember                  |
|              |                                              |                                                  |                                      |
| 19           | Légien ailien                                | Shalien                                          | A nyolcadik utas: a Halál            |
| 19           | Táncelot                                     | Dance a Lot                                      | Lancelot                             |
|              |                                              |                                                  |                                      |
| 20           | Az ideiglenes E.T.                           | T.E.T. The Temporary Extraterrestrial            | E. T., a földönkívüli                |
| 20           | Arachnoman                                   | Arachnoman                                       | Pókember                             |
|              |                                              |                                                  |                                      |
| 21           | Quasimodo                                    | Squashymodo                                      | A Notre Dame-i toronyőr              |
| 21           | Walter, a vicces szellem                     | Walter the Jolly Ghost                           | Casper                               |
|              |                                              |                                                  |                                      |
| 22           | Tip Top Gun                                  | Top Fun                                          | Top Gun                              |
| 22           | Gniocchio                                    | Gnocchio                                         | Pinokkió                             |
|              |                                              |                                                  |                                      |
| 23           | Szósz, a nagy varázsló                       | Melon of Snoz                                    | Óz, a nagy varázsló                  |
| 23           | Telt Max, a kenguruk bosszúja                | Fat Max, The Roo’s Revenge                       | Mad Max                              |
|              |                                              |                                                  |                                      |
| 24           | A vámpír újra támad                          | The Vampire Bites Back                           | Drakula                              |
| 24           | Kolompos                                     | Christopher Columsy                              | Kolumbusz Kristóf                    |
|              |                                              |                                                  |                                      |
| 25           | Mix akták                                    | Hex Files                                        | X akták                              |
| 25           | Mitugrász kölyök                             | Kerazy Kid                                       | Karate kölyök                        |
|              |                                              |                                                  |                                      |
| 26           | Dr. Jekyll és Mr. Hyde Fine                  | Dr. Jiggle and Mr. Snide                         | Dr. Jekyll és Mr. Hyde különös esete |
| 26           | Aladdin és a csalilámpa                      | Palladin and the Capricious Lamp                 | Aladdin                              |
|              |                                              |                                                  |                                      |
| MÁSODIK ÉVAD |                                              |                                                  |                                      |
|              |                                              |                                                  |                                      |
| 27           | Walter Melon, a babkirály                    | Walter XIV, the Fun King                         | XIV. Lajos                           |
| 27           | Walter Melon, a hegyiember                   | Melon on the Mountain                            | Edmund Hillary                       |
|              |                                              |                                                  |                                      |
| 28           | A nyolcadik utas: Walter Melon               | Houston, the Melon Has Landed                    | Neil Armstrong                       |
| 28           | Walteriusz Caesar                            | Walterius Caesar                                 | Julius Caesar                        |
|              |                                              |                                                  |                                      |
| 29           | Melon, Isten kardja                          | Attila the Melon                                 | Attila, a hun                        |
| 29           | Magasságos Melon                             | Melon Takes Flight                               | Wright fivérek                       |
|              |                                              |                                                  |                                      |
| 30           | Melonardo da Vinci                           | Vini Vici Da Vinci                               | Leonardo da Vinci                    |
| 30           | Nyugalom nyugaton                            | Go West Young Melon                              |                                      |
|              |                                              |                                                  |                                      |
| 31           | Ponce de Melon                               | Ponce de Melon                                   | Juan Ponce de León                   |
| 31           | Melon Roosevelt rázós menet                  | Rough Rider Melon                                | Theodore Roosevelt                   |
|              |                                              |                                                  |                                      |
| 32           | Walter Earp, az igazságosztó                 | Melon at the O.K. Corral                         |                                      |
| 32           | Ragyogd be a Földet, Melon!                  | Melon Lights the Way                             | Thomas Edison                        |
|              |                                              |                                                  |                                      |
| 33           | Vörös Melon, a viking                        | You Reykjavik and I’ll Rake Mine                 | Vörös Erik                           |
| 33           | Kovakövi Melon                               | Caveman for Hire                                 |                                      |
|              |                                              |                                                  |                                      |
| 34           | Karoling Melon, a tanárok gyöngye            | Charlemagne                                      | Nagy Károly                          |
| 34           | Oroszlányszívű Bambogér király               | King Walter the Melon-Hearted                    | Oroszlánszívű Richárd                |
|              |                                              |                                                  |                                      |
| 35           | És mégis forog...                            | And Yet It Make Your Head Spin                   | Galileo Galilei                      |
| 35           | A szabadság Melonja                          | Melon of Liberty                                 | Frédéric Auguste Bartholdi           |
|              |                                              |                                                  |                                      |
| 36           | Melon mester                                 | Maestro Melon                                    | Wolfgang Amadeus Mozart              |
| 36           | Johann Melonberg                             | Johann Melonberg                                 | Johann Gutenberg                     |
|              |                                              |                                                  |                                      |
| 37           | Hőlég Melon                                  | Hot Air Melon                                    | Bracia Montgolfier                   |
| 37           | Sir Frances Melon                            | Sir Francis Melon                                | Francis Bacon                        |
|              |                                              |                                                  |                                      |
| 38           | Alter Melon, a kincskereső                   | Francisco Vasquez Melon de Colonado              | Vasco da Gama                        |
| 38           | Walter Melon, a szamuráj                     | Samurai Melon                                    | Ieyasu Tokugawa                      |
|              |                                              |                                                  |                                      |
| 39           | Szívtipró Walter Melon Casanova              | Walter Casanova, Lady Killer                     | Giacomo Casanova                     |
| 39           | Walter Picasso                               | Walter Picasso                                   | Pablo Picasso                        |
|              |                                              |                                                  |                                      |
| 40           | Walter Bonaparte                             | A Napoleon With Melon on Top                     | Napoleon Bonaparte                   |
| 40           | Hula, hula Melon!                            | Hula Hula Melon                                  | James Cook                           |
|              |                                              |                                                  |                                      |
| 41           | Melon, a szupercár                           | Serf-City Serfitude                              |                                      |
| 41           | Walter Crockett                              | Walter Crochett                                  | Davy Crockett                        |
|              |                                              |                                                  |                                      |
| 42           | A világ hét Melonja                          | The 7th Melon of the World                       |                                      |
| 42           | I. Erzsébet és Sir Walter Melon              | Qeen Elisabeth I & Sir Walter Melon              | Walter Raleigh                       |
|              |                                              |                                                  |                                      |
| 43           | A legnagyobb Sándor                          | Alexander the Greatest                           | Nagy Sándor                          |
| 43           | Alexander Graham Melon                       | Alexander Graham Melon                           | Alexander Graham Bell                |
|              |                                              |                                                  |                                      |
| 44           | Maratoni Melon                               | Marathon Melon                                   | Pheidippidész                        |
| 44           | Teringettét, a Walter Washington!            | It’s Melon By George                             | George Washington                    |
|              |                                              |                                                  |                                      |
| 45           | Arábiai Melon                                | Melon of Arabia                                  | T.E. Lawrence                        |
| 45           | Curri-s csirke a la Melon                    | Chicken Curie With Melon                         | Pierre Curie                         |
|              |                                              |                                                  |                                      |
| 46           | Megvagy, Livingston!                         | Melon, I Presume                                 | David Livingstone                    |
| 46           | Walter Melonbal                              | Walter Melobal                                   | Hannibal                             |
|              |                                              |                                                  |                                      |
| 47           | Walter Melon és a hangok                     | Walter Hears Voices                              | Jeanne d'Arc                         |
| 47           | Vigyázat, csalok!                            | There’s a Trick in It!                           | Georges Méliès                       |
|              |                                              |                                                  |                                      |
| 48           | Hol volt, hol nem...                         | Once Upon a Melon                                | Grimm fivérek                        |
| 48           | Melon, a száguldó őrült                      | You’re Driving Me Crazy                          | Henry Ford                           |
|              |                                              |                                                  |                                      |
| 49           | Az Amazonas Melonja                          | Melon of the Amazon                              | Hippolita                            |
| 49           | Walter Hippokratész                          | Melon, Heal Thyself                              | Hippokratész                         |
|              |                                              |                                                  |                                      |
| 50           | Pasztőrözött Melon                           | Pasteurized Melon                                | Louis Pasteur                        |
| 50           | Walter Vidocq, a nagyszívű kalandor          | Walter Vidocq. the Adventurer With the Big Heart | Eugène-François Vidocq               |
|              |                                              |                                                  |                                      |
| 51           | Walter Desmoulins, a francia forradalom hőse | Walter Desmoulins, Hero of French Revolution     | Camille Desmoulins                   |
| 51           | Az alku Mephistoforésszel                    | The Pact with Mephisneereles                     | Faust                                |
|              |                                              |                                                  |                                      |
| 52           | E=Melon a négyzeten                          | E=Melon2                                         | Albert Einstein                      |
| 52           | Ezt jól kifőzted, Walter Polo!               | That’s Usin’ Your Noodle, Walter Polo            | Marco Polo                           |